# MTF1
MTF1‏ (Metal regulatory transcription factor 1) هوَ بروتين يُشَفر بواسطة جين MTF1 في الإنسان.